# Opinión Nacional
Opinión Nacional (OPINA) es un partido político venezolano de derecha, de marcada tendencia conservadora, fundado en 1962.
En la actualidad no está habilitado para participar en elecciones.

## Historia
Es un partido originalmente de tendencia centrista fundado en el año 1962, por el profesor y periodista Amado Cornielles, con Ramón Urdaneta, Ángel Otilio Tovar, el licenciado en estadística Vicente Pineda, la profesora Olga Ramos, el bachiller Santiago Peña, el sindicalista Pedro Fajardo y otras seis personas. Se inició buscando captar el interés de sectores nacionalistas y populares, así como canalizar el descontento con los sectores gobernantes Acción Democrática y Copei.  
Su inspiración se encontraba en el ideario de Simón Bolívar, adaptado a las realidades de la época y la conquista del mejoramiento social de los trabajadores, la reivindicación de los territorios nacionales y en general la búsqueda del bienestar colectivo. 

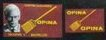
Tarjeta electoral de Opinión nacional en las elecciones generales de 1988.

OPINA ha conseguido obtener representación parlamentaria en los años 1963, 1968, 1973, 1978, 1983, 1988 y 1993 en siete períodos consecutivos y representación en el antiguo Consejo Supremo Electoral. No obstante no ha logrado alcanzar gobernaciones directamente. La mayor parte de sus seguidores se concentran en Caracas y en los Estados Miranda, Zulia, Carabobo, Anzoátegui, Portuguesa, Monagas  y Mérida. 
Durante su penúltima etapa el partido pasó a considerarse independiente y decidió no participar en las elecciones presidenciales de los años 2000, 2006, 2012 y 2013. Ha mantenido históricamente una posición de cuestionamiento a las formas de conducción del Estado, marcadas por la ineficiencia y la corrupción.
Entre los años 2018 y 2019 ha pasado por un proceso de renovación tanto de forma como de fondo, presentándose ahora con una marcada tendencia más a la derecha basada en el conservadurismo político y el liberalismo económico. Actualmente el partido no se encuentra habilitado por el Consejo Nacional Electoral para presentarse en procesos electorales, pero se espera la asignación en mora de su tarjeta para presentarse a los procesos electorales.
Su Presidente es José Antonio Araújo.
Su Secretario General es Rómulo García (Nombrado éste por una junta luego del deceso de Hermes Guerrero, quien fuera en vida el antecesor de éste). 
Su Coordinador Nacional Irwing Ríos.
Su Secretario Juvenil Nacional es Lion Anillo.

## Resultados electorales

### Elecciones presidenciales
Leyenda:      En coalición con otros partidos
|  | 0.15 % |

|  | 0.78 % |

|  | 0.13 % |

|  | 0.48 % |

|  | 0.15 % |

|  | 0.02 % |